# الطفيليات: وحدة غري
الطفيليات: وحدة غري (بالكورية: 기생수: 더 그레이) مسلسل خيال علمي ورعب كوري جنوبي. من بطولة جيون سو-ني، كو كيو هوان، لي جونغ هيون. مقتبس من مانغا كيسيجو اليابانية. تم إصداره على نتفليكس في 5 ابريل 2024.

## القصة
حين تستولي طفيليات مجهولة على مضيفين من البشر عبر اجتياح عنيف وتكتسب منهم القوة، يتعين على البشرية حينها أن تهب للقضاء على هذا الخطر المتفاقم.

## الممثلون
- جيون سو-ني
- كو كيو هوان
- لي جونغ هيون
- كوون هاي هيو
- كيم إن كوون

## روابط خارجية
- الطفيليات: وحدة غري على موقع IMDb (الإنجليزية)
- الطفيليات: وحدة غري على موقع ميتاكريتيك (الإنجليزية)
- الطفيليات: وحدة غري على موقع روتن توميتوز (الإنجليزية)
- الطفيليات: وحدة غري على موقع نتفليكس (الإنجليزية)
- الطفيليات: وحدة غري على موقع فيلمافينيتي (الإسبانية)
- الطفيليات: وحدة غري على موقع كينوبويسك (الروسية)
- الطفيليات: وحدة غري على موقع ألو سيني (الفرنسية)
- الطفيليات: وحدة غري على موقع قاعدة بيانات الفيلم (الإنجليزية)